# Khu bảo tồn đa dạng sinh học quốc gia tại Lào
Một Khu bảo tồn đa dạng sinh học quốc gia (NBCA) là một khu vực bảo vệ môi trường tại Lào. Có tất cả 21 NBCAs tại Lào, bảo vệ diện tích 29.775 km vuông. Ngoài ra, 10 NBCAs đã được đề xuất cũng được nêu ra dưới đây, nhiều khu vực trong số đó đang được quản lý bởi chính quyền địa phương như là một đơn vị bảo vệ chính thức.
Dưới đây là danh sách 31 khu vực bảo tồn đa dạng sinh học quốc gia tại Lào đã được công nhận và đề xuất.

## Danh sách
- Khu bảo tồn đa dạng sinh học quốc gia Hành lang Nakai - Nam Theun và Phou Hin Poun
- Khu bảo tồn đa dạng sinh học quốc gia Dong Ampham
- Khu bảo tồn đa dạng sinh học quốc gia Dong Houa Sao
- Khu bảo tồn đa dạng sinh học quốc gia Dong Phou Vieng
- Khu bảo tồn đa dạng sinh học quốc gia Hin Nam No
- Khu bảo tồn đa dạng sinh học Houei Nhang
- Khu bảo tồn đa dạng sinh học quốc gia Khammouane
- Khu bảo tồn đa dạng sinh học quốc gia Nakai - Nam Theun
- Khu bảo tồn Nam Chuane
- Khu bảo tồn đa dạng sinh học quốc gia Nam Et
- Khu bảo tồn đa dạng sinh học quốc gia Nam Ha
- Khu bảo tồn đa dạng sinh học quốc gia Nam Kading
- Nam Kan
- Khu bảo tồn đa dạng sinh học quốc gia Nam Phouy
- Khu bảo tồn đa dạng sinh học quốc gia Nam Theun Ext.
- Khu bảo tồn đa dạng sinh học quốc gia Nam Xam
- Khu bảo tồn đa dạng sinh học quốc gia Phou Dene Din
- Phou Kateup (Đông Bắc Bolovens)
- Phou Kathong
- Khu bảo tồn đa dạng sinh học quốc gia Phou Khao Khoay
- Khu bảo tồn đa dạng sinh học quốc gia Phou Louey
- Khu bảo tồn đa dạng sinh học quốc gia Phou Phanang
- Phou Theung
- Khu bảo tồn đa dạng sinh học quốc gia Phou Xang He
- Khu bảo tồn đa dạng sinh học quốc gia Phou Xiengthong
- Phu Luang (Tây Nam Boloven)
- Khu bảo tồn đa dạng sinh học quốc gia Xe Bang Nouan
- Xe Khampho
- Xe Pian
- Khu bảo tồn đa dạng sinh học quốc gia Xe Xap
- Khu bảo tồn thú săn Cao nguyên Xekhampo-Boloven